# Лупекін Герман Антонович
Герман Антонович Лупекін (Новиков) (30 квітня 1901, місто Київ — розстріляний 29 січня 1940, Москва) — радянський діяч органів держбезпеки, начальник УНКВС по Башкирській АРСР, Східно-Сибірському краю, Іркутській, Ростовській областях. Входив до складу особливої трійки НКВС СРСР. Депутат Верховної Ради СРСР 1-го скликання (1937—1938).

## Біографія
Народився в родині вантажника і пралі. Закінчив церковноприходську школу та один клас міського училища.
У 1916—1917 роках працював підручним слюсаря в майстернях Києва. У 1917 році — підручний слюсаря військового порту в Кронштадті. Вчився шість місяців в школі юнг, яку не закінчив. У 1917 році був юнгою на крейсері «Олег». З 1917 по січень 1918 року — слюсар на землечерпалці «Венеція» в Києві.
У січні 1918 — серпні 1919 року — рядовий 1-ї Червоної робітничої роти Подільського району Києва, кулеметник 1-го Київського комуністичного полку, кулеметник канонерських човнів «Ленін» і «Грозний». У серпні 1919 — 1920 року — кулеметник десантного загону Дніпровської флотилії в Гомелі.
Член РКП(б) з вересня 1919 до січня 1920, потім з січня 1921 року.
У 1920 році — командир кулеметного взводу, політичний керівник і військовий комісар загону РСЧА на Західному фронті в районі Норовля-Мозир-Петриків-Мінськ; агітатор політичного відділу 1-ї Морської експедиційній дивізії РСЧА; політичний керівник і політбоєць Дніпровського полку РСЧА. У вересні 1920 року потрапив у білогвардійський полон, був засуджений до страти, вчинив втечу.
З жовтня 1920 по травень 1921 року — уповноважений по інформації особливого відділу Всеросійської надзвичайної комісії (ВЧК) Чорного і Азовського морів. У травні 1921 — січні 1922 року — уповноважений по інформації Запорізької губернської ЧК. У січні — липні 1922 року — начальник інформації політбюро ЧК Велико-Токмацького повіту Запорізької губернії.
З липня 1922 по січень 1923 року — уповноважений по інформації Особливого дивізійного пункту особливого відділу 7-го стрілецького корпусу.
У січні — березні 1923 року — уповноважений по інформації особливого відділу секретно-оперативної частини ДПУ при РНК Кримської АРСР. У березні 1923 — липні 1926 року — помічник начальника інформаційного відділення секретно-оперативної частини Повноважного представництва ОДПУ по Кримській АРСР.
У липні — серпні 1926 року — у розпорядженні Повноважного представництва ОДПУ по Казахстану. У серпні 1926 — жовтні 1926 року — начальник секретно-оперативної частини Акмолінського губернського відділу ДПУ. Одночасно у вересні 1926 — жовтні 1927 року — заступник начальника Акмолінського губернського відділу ДПУ. У жовтні 1926 — жовтні 1927 року — начальник інформаційного відділу Акмолінського губернського відділу ДПУ. У березні 1927 — липні 1928 року — начальник інформаційного відділу Повноважного представництва ОДПУ по Казахстану.
У липні 1928 — серпні 1930 року — начальник інформаційного відділу Повноважного представництва ОДПУ по Сибірському краю. У серпні 1930 — березні 1931 року — начальник інформаційного відділу Повноважного представництва ОДПУ по Західно-Сибірському краю. У березні 1931 — червні 1932 року — начальник секретно-політичного відділу Повноважного представництва ОДПУ по Західно-Сибірському краю.
У червні 1932 — червні 1934 року — начальник секретно-політичного відділу Повноважного представництва ОДПУ по Білоруській РСР. Одночасно у лютому 1933 — червні 1934 року — начальник економічного відділу Повноважного представництва ОДПУ по Білоруській РСР.
У липні 1934 — лютому 1935 року — заступник начальника Управління НКВС по Курській області.
У лютому 1935 — грудні 1936 року — начальник секретно-політичного відділу УДБ УНКВС по Ленінградській області. У грудні 1936 — січні 1937 року — начальник 4-го відділу УДБ УНКВС по Ленінградській області.
23 січня — 16 лютого 1937 року — начальник Управління НКВС по Башкирській АРСР. 16 лютого — 1 квітня 1937 року — народний комісар внутрішніх справ Башкирської АРСР.
1 квітня — 29 вересня 1937 року — начальник Управління НКВС по Східно-Сибірському краю.
29 вересня 1937 — 31 січня 1938 року — начальник Управління НКВС по Іркутській області.
31 січня — 7 липня 1938 року — начальник Управління НКВС по Ростовській області.
Входив до складу особливих трійок, створених за наказом НКВС СРСР від 30 липня 1937 року, брав активну участь в сталінських репресіях.
Заарештований 7 липня 1938 року. Засуджений Військовою колегією Верховного суду СРСР 28 січня 1940 року до страти. Розстріляний наступного дня. Не реабілітований.

## Звання
- майор державної безпеки (25.12.1935)
- старший майор державної безпеки (10.04.1937)

## Нагороди
- орден Леніна (19.12.1937)
- медаль «XX років Робітничо-Селянській Червоній Армії» (22.02.1938)
- знак «Почесний працівник ВЧК-ДПУ (XV)» (20.12.1932)
- знак «Почесний працівник ВЧК-ДПУ (V)»